# Campeonato Mundial de Ciclismo em Estrada de 1951

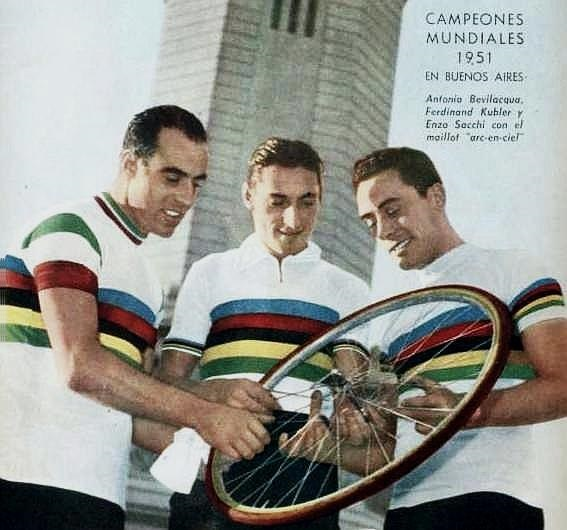
Rrevista "El Gráfico": Antonio Bevilacqua (esquerda), Ferdinand Kubler (centro) y Enzo Sacchi (direita) - 1951.

Os Campeonatos do mundo de ciclismo em estrada de 1951 celebrou-se na localidade italiana de Varese em 1 e 2 de setembro de 1951.

## Resultados
| Evento                     | Ouro                    | Ouro        | Prata                   | Prata | Bronze                      | Bronze |
| -------------------------- | ----------------------- | ----------- | ----------------------- | ----- | --------------------------- | ------ |
| Provas masculinas          |                         |             |                         |       |                             |        |
| Homens - carreira em linha | Ferdi Kübler · Suíça    | 7h 49' 54"  | Fiorenzo Magni · Itália | m.t.  | Antonio Bevilacqua · Itália | m.t.   |
| Amador - carreira em linha | Gianni Ghidini · Itália | 4 h 44' 22" | Rino Benedetti · Itália | m.t.  | Jan Plantaz · Países Baixos | m.t.   |